# Rage (film, 2009)
Rage je britsko-americký hraný film, který natočila anglická režisérka Sally Potter podle vlastního scénáře. Ve filmu hráli Jude Law, Judi Denchová, Steve Buscemi a další. Autorem hudby k filmu je Fred Frith. 
Premiéra filmu proběhla 8. února 2009 na Berlínském mezinárodním filmovém festivalu, kde byl nominován na Zlatého medvěda. V září 2009 vyšel na DVD.